# انترکول اشتاتن
انترکول اشتاتن (به آلمانی: Unterkohlstätten) یک منطقهٔ مسکونی در اتریش است که در ناحیه اوبروارت واقع شده‌است. انترکول اشتاتن ۱٬۰۵۲ نفر جمعیت دارد.